# Darja Jurjewna Lodikowa
Darja Jurjewna Lodikowa (russisch Дарья Юрьевна Лодикова, englische Schreibweise Daria Lodikova; * 25. Mai 1996) ist eine russische Tennisspielerin.

## Karriere
Lodikowa begann mit sieben Jahren das Tennisspielen. Sie spielt bislang vorrangig Turniere auf der ITF Women’s World Tennis Tour, wo sie bislang acht Titel im Einzel und 13 im Doppel gewinnen konnte.

## Turniersiege

### Einzel
| Nr. | Datum              | Turnier   | Kategorie   | Belag | Finalgegnerin          | Ergebnis       |
| --- | ------------------ | --------- | ----------- | ----- | ---------------------- | -------------- |
| 1.  | 24. September 2017 | Schymkent | ITF $15.000 | Sand  | Darja Kruschkowa       | 6:75, 6:3, 6:3 |
| 2.  | 24. Dezember 2017  | Hammamet  | ITF $15.000 | Sand  | Ljudmila Samsonowa     | 7:68, 6:4      |
| 3.  | 30. September 2018 | Schymkent | ITF $15.000 | Sand  | Schibek Qulambajewa    | 7:65, 6:4      |
| 4.  | 31. März 2019      | Tabarca   | ITF W15     | Sand  | Oana Gavrilă           | 6:4, 6:2       |
| 5.  | 22. Mai 2022       | Antalya   | ITF W15     | Sand  | Walerija Juschtschenko | 6:2, 6:4       |
| 6.  | 5. März 2023       | Antalya   | ITF W15     | Sand  | Alessandra Mazzola     | 6:3, 7:62      |
| 7.  | 26. März 2023      | Antalya   | ITF W15     | Sand  | Julie Štruplová        | 4:6, 6:0, 6:2  |
| 8.  | 5. Mai 2024        | Anapoima  | ITF W35     | Sand  | Carolina Alves         | 6:4, 4:6, 6:4  |

### Doppel
| Nr. | Datum              | Turnier   | Kategorie   | Belag             | Partnerin                            | Finalgegnerinnen                      | Ergebnis          |
| --- | ------------------ | --------- | ----------- | ----------------- | ------------------------------------ | ------------------------------------- | ----------------- |
| 1.  | 8. November 2014   | Oslo      | ITF $10.000 | Hartplatz (Halle) | Alexa Guarachi                       | Maryna Kolb Nadija Kolb               | 6:3, 2:6, [10:6]  |
| 2.  | 15. August 2015    | Innsbruck | ITF $10.000 | Sand              | Anita Wagner                         | Natasha Bredl Nikola Hofmanova        | 6:4, 4:6, [10:7]  |
| 3.  | 21. November 2015  | Helsinki  | ITF $10.000 | Hartplatz         | Darja Mischina                       | Magali Kempen Kelly Versteeg          | 3:6, 6:2, [10:5]  |
| 4.  | 24. September 2016 | Schymkent | ITF $10.000 | Sand              | Janina Darischina                    | Anna Jakowlewa Zhibek Kulambayeva     | 6:3, 6:3          |
| 5.  | 15. Juli 2017      | Prokuplje | ITF $15.000 | Sand              | Maryna Tschernyschowa                | Natalie Suk Kateřina Vaňková          | 3:6, 6:4, [10:7]  |
| 6.  | 2. April 2022      | Antalya   | ITF W15     | Sand              | Wlada Kowal                          | Julija Awdejewa Sapfo Sakellaridi     | 6:4, 3:6, [10:4]  |
| 7.  | 14. Mai 2022       | Antalya   | ITF W15     | Sand              | Jana Karpowitsch                     | Ewjalina Laskewitsch Izabelle Persson | 7:5, 62:7, [10:8] |
| 8.  | 17. Dezember 2022  | Antalya   | ITF W15     | Sand              | Jana Karpowitsch                     | Mariana Dražić Amarissa Kiara Tóth    | 7:5, 6:2          |
| 9.  | 21. Januar 2023    | Antalya   | ITF W15     | Sand              | Jekaterina Alexandrowna Owtscharenko | Hurricane Tyra Black Qavia Lopez      | 6:2, 6:3          |
| 10. | 25. Februar 2023   | Antalya   | ITF W15     | Sand              | Ana Candiotto                        | Alessandra Mazzola Sofia Rocchetti    | 6:3, 6:2          |
| 11. | 18. März 2023      | Antalya   | ITF W15     | Sand              | Ana Candiotto                        | Virginia Ferrara Giorgia Pedone       | 6:4, 6:4          |
| 12. | 1. April 2023      | Antalya   | ITF W15     | Sand              | Schibek Qulambajewa                  | Jacqueline Cabaj Awad Martha Matoula  | 6:1, 6:4          |
| 13. | 12. Juli 2025      | Buzău     | ITF W35     | Sand              | Elena Ruxandra Bertea                | Mana Ayukawa Briana Szabó             | 7:67, 6:1         |